# Service pack
Een service pack (ook wel SP) is een algemene term die bij software wordt gebruikt voor een grote hoeveelheid updates van software die tegelijk worden uitgebracht als één installatiepakket. Service packs worden meestal uitgegeven wanneer een grote hoeveelheid updates is vrijgegeven. Het installeren van een service pack zou makkelijker en goedkoper zijn dan het installeren van de aparte updates. Door het belang van snelle oplossingen voor beveiligingslekken is dit intussen een verouderde manier van denken. Dankzij de grote beschikbaarheid van internet is het mogelijk om automatisch updates te downloaden en te installeren.
Ook wordt er aangenomen dat er minder fouten in vaak voorkomen aangezien een groot service pack uitgebreider getest wordt dan een snelle hotfix. In modernere ontwikkelmethodieken wordt er steeds meer automatisch getest waardoor de kans op fouten in hotfixes niet groter is dan in service packs. In tegenstelling tot de updates en hotfixes is een service pack voorzien van uitgebreide releasenotes.
De term service pack is vooral bekend van de Windows-besturingssystemen van Microsoft. 
Microsoft Service Packs verschenen voor het eerst voor Windows NT, maar worden nu ook voor Microsoft Office en de nieuwere versies van Windows zoals Windows 7 gemaakt. Service packs worden meestal genummerd uitgegeven (bijvoorbeeld 1, 2, 3a, 3b) voor het geval meerdere service packs nodig zijn. Windows 7 en Windows Server 2008 R2 zijn de laatste Windowsversies waarbij de benaming service pack gebruikt werd. Hiervoor is alleen maar service pack 1 uitgebracht. Alle updates voor Windows daarna zijn uitgebracht met een andere benaming.
Door sommige softwarefabrikanten wordt ook de term upgrade gebruikt voor een service pack.